# 広島県道430号糸井塩町線
広島県道430号糸井塩町線（ひろしまけんどう430ごう いといしおまちせん）は、広島県三次市を通る一般県道である。

## 概要
三次市糸井町から三次市塩町に至る。

### 路線データ
- 起点：三次市糸井町（国道375号交点）
- 終点：三次市塩町（塩町交差点、国道184号交点、広島県道431号和知塩町線終点）
- 総延長：5.2 km

## 路線状況
三次市大田幸町内の一部と終点付近に狭隘箇所がある。

## 地理

### 通過する自治体
- 三次市

### 交差する道路
| 交差する道路                      | 交差する場所 | 交差する場所      |
| --------------------------------- | ------------ | ----------------- |
| 国道375号                         | 糸井町       | 起点              |
| 広島県道225号塩町停車場線         | 塩町         |                   |
| 国道184号 広島県道431号和知塩町線 | 塩町         | 塩町交差点 / 終点 |

### 交差する鉄道
- 芸備線
- 福塩線

### 沿線
- 三次市立田幸小学校
- 三次市立塩町中学校
- 広島県立三次青陵高等学校 - 旧：広島県立三次工業高等学校。
- JR西日本芸備線・福塩線 塩町駅